# Prackovice nad Labem
Prackovice nad Labem é uma comuna checa localizada na região de Ústí nad Labem, distrito de Litoměřice.